# Глисмут
Глисмут (на немски: Glismut, Glismouda, * 866; † 26 април 924) е чрез женитба херцогиня на Франкония. Тя е майка на крал Конрад I Млади.

## Произход
Тя е вероятно извънбрачна дъщеря на император Арнулф Каринтийски.

## Фамилия
Глизмут се омъжва около 880 г. за Конрад Стари († 27 февруари 906, от род Конрадини), херцог на племенното Херцогство Франкония. С него тя има четири деца:
- Конрад I Млади († 918), 910 херцог на Франкония, 911 източнофранкски крал
- Еберхард († 939), 918 херцог на Франкония
- Ото или Удо или Одо († сл. 918), 904 граф в Рургау, 912 граф на среден Лан
- дъщеря ∞ Буркхард